# Ozero Al'pash
Ozero Al'pash (kazakiska: Alpash Köli, ryska: Ozero Al’pash) är en saltsjö i Kazakstan.   Den ligger i oblystet Nordkazakstan, i den norra delen av landet, 400 km nordväst om huvudstaden Astana. Arean är 0,42 kvadratkilometer.